# 삼니움
삼니움(라틴어: Samnium)은 고대 로마 시대에 이탈리아반도 아펜니노산맥의 남부 지역을 지칭하는 말이다. 이 지역에 살던 부족은 삼니움족이라고 불렸다. 삼니움족은 로마와 벌인 전쟁에서 패배해 로마에 동화되었다. 

## 같이 보기
- 삼니움인
- 삼니움 전쟁